# تپه کانی چرمو (چشمه سفید)
تپه کانی چرمو (چشمه سفید) مربوط به هزاره اول قبل از میلاد است و در شهرستان بیجار، بخش مرکزی، روستای کانی کن واقع شده و این اثر در تاریخ ۲۴ فروردین ۱۳۸۲ با شمارهٔ ثبت ۸۰۴۷ به‌عنوان یکی از آثار ملی ایران به ثبت رسیده است.